# Bicicleta plegable

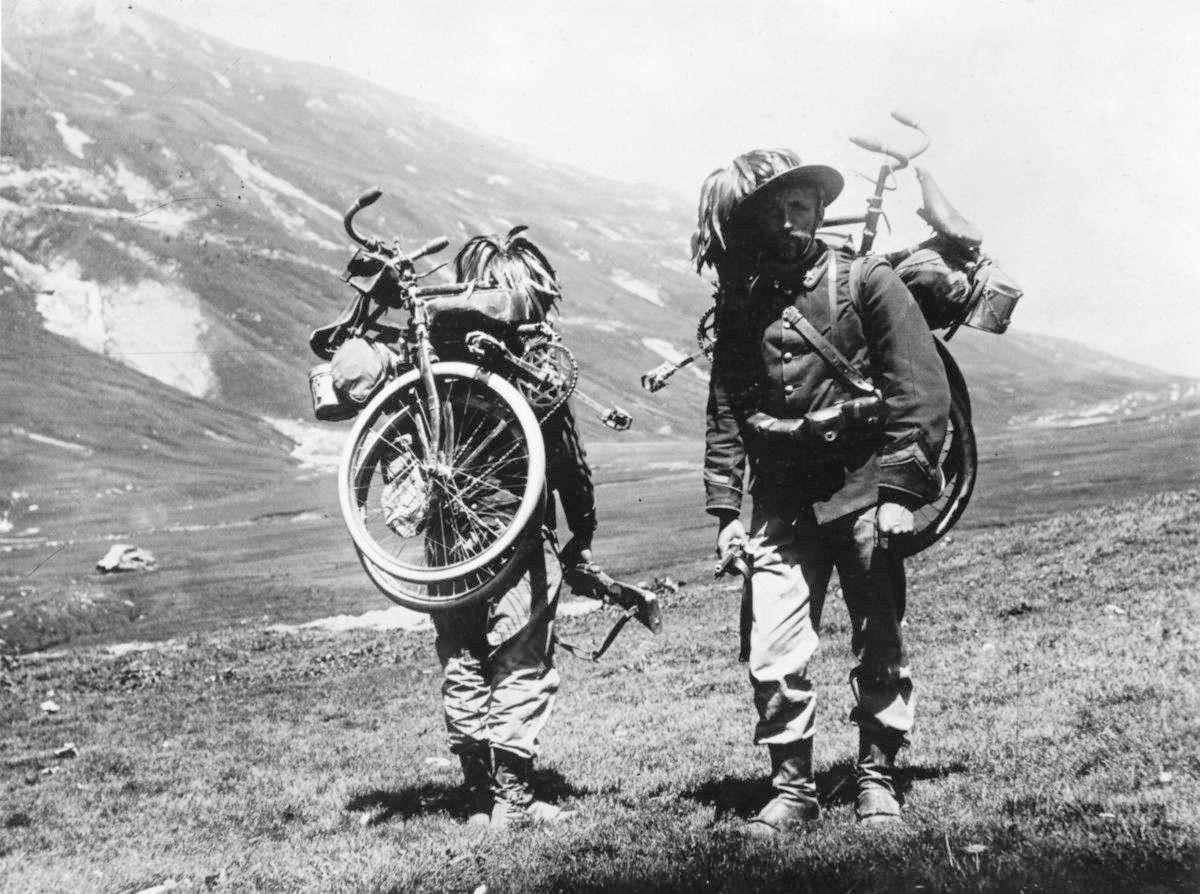
Bersaglieri durant la Primera Guerra Mundial amb bicicletes plegables lligades a l'esquena. 1917.

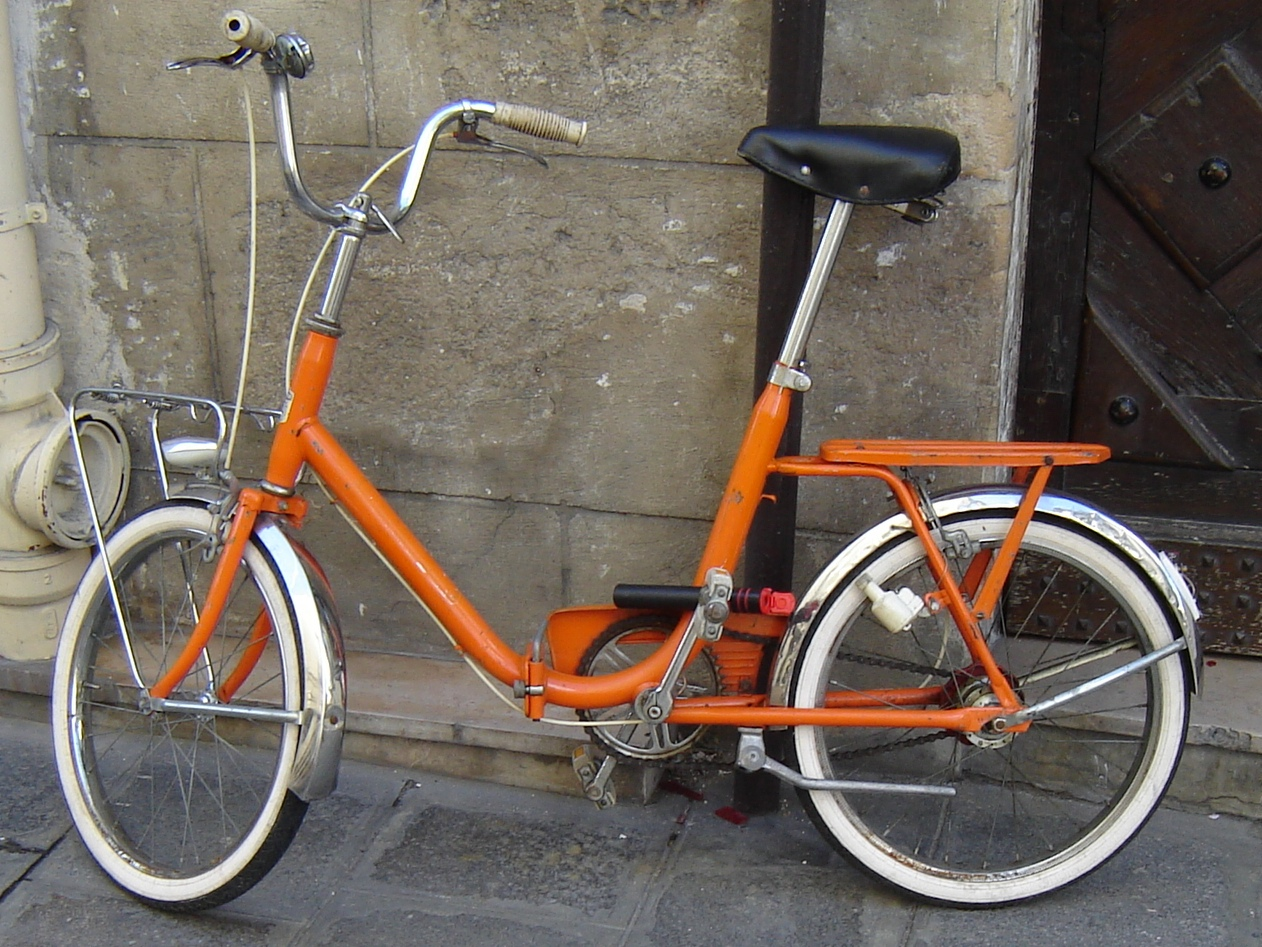
Bicicleta plegable europea de 1960.

Les bicicletes plegables o també conegudes solament com a plegables, són un tipus de bicicleta que incorpora frontisses o colzes en el quadre i manillar, els quals permeten doblegar-la i deixar-la en una grandària més compacta. En general aquest tipus de bicicletes tenen rodes de 20 polzades de diàmetre o menys, encara que n'hi ha de major mida. Les bicicletes plegables es poden pujar al transport públic i es poden introduir a oficines, despatxos i altres llocs on una bicicleta convencional no hi podria. Aquestes característiques faciliten el transport intermodal (bicicleta i transport públic) degut al fet que les bicicletes plegables no necessiten ser cadenades en el carrer o estacions de tren. El plegatge també facilita el transport de la bicicleta en els cotxes.
Les bicicletes plegables tenen un cost en general superior al d'una bicicleta convencional, ja que incorporen en la seua estructura una major quantitat de peces necessàries per al plegatge i l'ajustament del quadre en una posició rígida quan no estan plegades. Açò es tradueix en un disseny més complex, la qual cosa significa una major complicació a l'hora de fabricar-les; sumat al, encara, petit mercat que existeix per a aquest tipus de bicicleta. Com a alternativa al plegat, alguns models donen els mateixos resultats separant-se en una o més parts, facilitant així el seu transport i emmagatzematge. És normal que aquest tipus de bicicletes es categoritze com a plegable, encara que també se'ls coneix com a desarmables.

## Rendiment
La majoria de les bicicletes plegables han estat dissenyades per a un ús urbà, fent-les més robustes, confortables i convenients, sacrificant així la velocitat. Solament una petita porció de les bicicletes plegables que existeixen en el mercat estan fetes per a la velocitat. Les bicicletes plegables tenen diverses coses en comú: La majoria utilitza pneumàtics menuts (20" o menors). A menor mida del pneumàtic, major esforç al realitzar el mateix trajecte. Les bicicletes plegables amb rodes menudes transmeten més les irregularitats del paviment durant la conducció. Per a evitar-ho, algunes marques incorporen llantes amples. També es poden equipar sistemes de suspensió al disseny de la bicicleta per a oferir una conducció més suau. No obstant això, part de l'energia que s'utilitza per a moure a la bicicleta és absorbida per la suspensió.
Les bicicletes plegables sovint se separen o pleguen per la part mitjana del quadre, la qual cosa, depenent del disseny, fa que el quadre siga més feble i provoca una major flexió en absorbir colps. Amb freqüència s'usen tiges de selló i de manillar de major longitud en les bicicletes plegables. Degut al fet que les bicicletes plegables necessiten una major quantitat de parts mòbils que li permeten plegar-se i ajustar-se quan es troben desplegades, fent que el seu disseny siga més complex i al mateix temps que es necessiten més parts que potencialment poden fallar.

## Mida
Les bicicletes plegables tenen en general una àmplia gamma de peces ajustables a diferència de les bicis convencionals, ja que es necessita acomodar als diferents tipus de conductors. La tija del selló i del manillar en les plegables és 3 o 4 vegades més llarga que a les bicicletes convencionals. Fins i tot es comercialitzen tiges que superen aquestes dimensions per a proporcionar un major rang d'ajustament. Malgrat que la grandària de les bicicletes plegables és menor que la de les bicicletes convencionals, les proporcions que hi ha entre l'eix del pedalier, l'alçària del manillar i seient, el quadre i les altres parts, és similar a les de les bicicletes convencionals.
La geometria del quadre de molts dissenys de bicicletes plegables és similar a les bicicletes no plegables. No obstant això es comencen a popularitzar les bicicletes plegables amb roda de 26". Molts fabricants estan produint bicicletes plegables dissenyades amb els sistemes de plegat que permeten utilitzar llantes de roda de 26".

## Mètodes de plegat

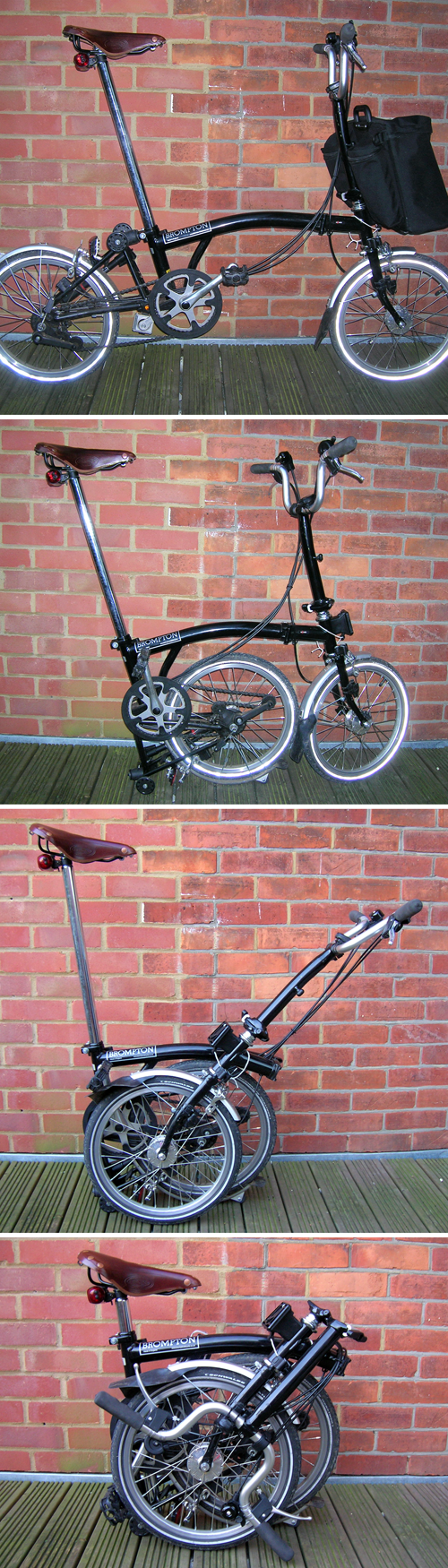
Vista procés plegat-Brompton, mostrant les frontisses del marc, el seient d'alçada ajustable, i la tija d'alliberament ràpida del manillar que permet que quedi paral·lel a l'estructura un cop plegada.

L'àmplia varietat de bicicletes plegables que existeixen en el mercat reflecteixen els diferents mètodes que existeixen per al plegat. Els plegats més senzills consisteixen en una sola frontissa en la part mitjana del quadre que permet doblegar-la per la meitat. Les bicicletes construïdes amb aquest patró posseeixen generalment frontisses que permeten elevar i disminuir les tiges del seient i manillar d'una manera ràpida. Les bicicletes plegables amb mètodes de plegat senzill tendeixen a tenir llantes més grans, algunes vegades de la mateixa grandària que les no plegables. Les plegables més grans són suficientment compactes com per a portar-les a mà però massa grans com per a pujar-les a un autobús urbà.
Es pot utilitzar una frontissa en el quadre per a doblegar la part del triangle del darrere i la llanta doblegada cap avall i girada cap avant, sota el tub en el quadre principal, tal com ho fan els models Swift i Bike Friday. Aquesta frontissa pot ser combinada amb una forquilla davantera plegable com en la Birdy. Les bicicletes Bromton i Dahon utilitzen frontisses ajustables en el mateix marc, així com manillar plegable. Els mecanismes de plegat en general inclouen tancaments d'obertura ràpida, la qual cosa determina el temps mitjà de plegat/desplegat, una consideració que s'ha de tindre present quan s'utilitze la bicicleta de manera mixta. L'any 2007, Bike Friday va introduir al mercat el modele "Tikit", el qual té un mecanisme activat per cables que no requereix frontisses o tancaments. Els mecanismes de plegat fan que s'incremente en general el pes i cost, però al mateix temps permetent una grandària final més compacta; també es tendeix a utilitzar rodes més menudes. Les rodes de 24" són les llantes més grans utilitzades per a bicicletes amb frontisses, encara que cap esmentar que també s'utilitzen altres mesures, generalment de 16" o 20". Existeixen altres sistemes de plegat, tals com les bicicletes Montague, en les quals s'utilitza el tub del seient com punt central del plegat del quadre. Aquest sistema utilitza un tub dins d'altre per a proporcionar-li a la bicicleta una major rigidesa en la torsió. Permet que l'usuari plegue la bicicleta sense la necessitat de "trencar" els tubs vitals, preservant així, la integritat estructural del diamant en el quadre. Aquest sistema funciona gràcies a un ganxo situat en la part superior del tub de la bicicleta. Altres bicicletes tals com la Airnimal i Bike Friday es pleguen i desarmen parcialment per a permetre l'empaquetatge en una motxilla de viatge o maleta. La Giatex es plega i retrau, ajustant-se a l'altura del conductor. La Gekko es plega en la part de la tija del seient assemblant-se a una ombrel·la al revés. La iXi es trenca literalment en 2 meitats. La Strida posseeix un quadre triangular que s'assembla a un monocicle quan es troba desplegada. L'A-Bike és semblant a la Strida però té rodes més menudes i compactes. Les bicicletes que són més menudes que una Brompton són conegudes normalment com a Bicicletes portables. Renuncien al rendiment i fàcil maneig de les seues homòlogues, adquirint característiques similars a les d'un scooter plegable. Sense tenir en compte com es plega cadascun, el resultat és: més fàcil de transportar i emmagatzemar que una bicicleta tradicional.

## Utilització

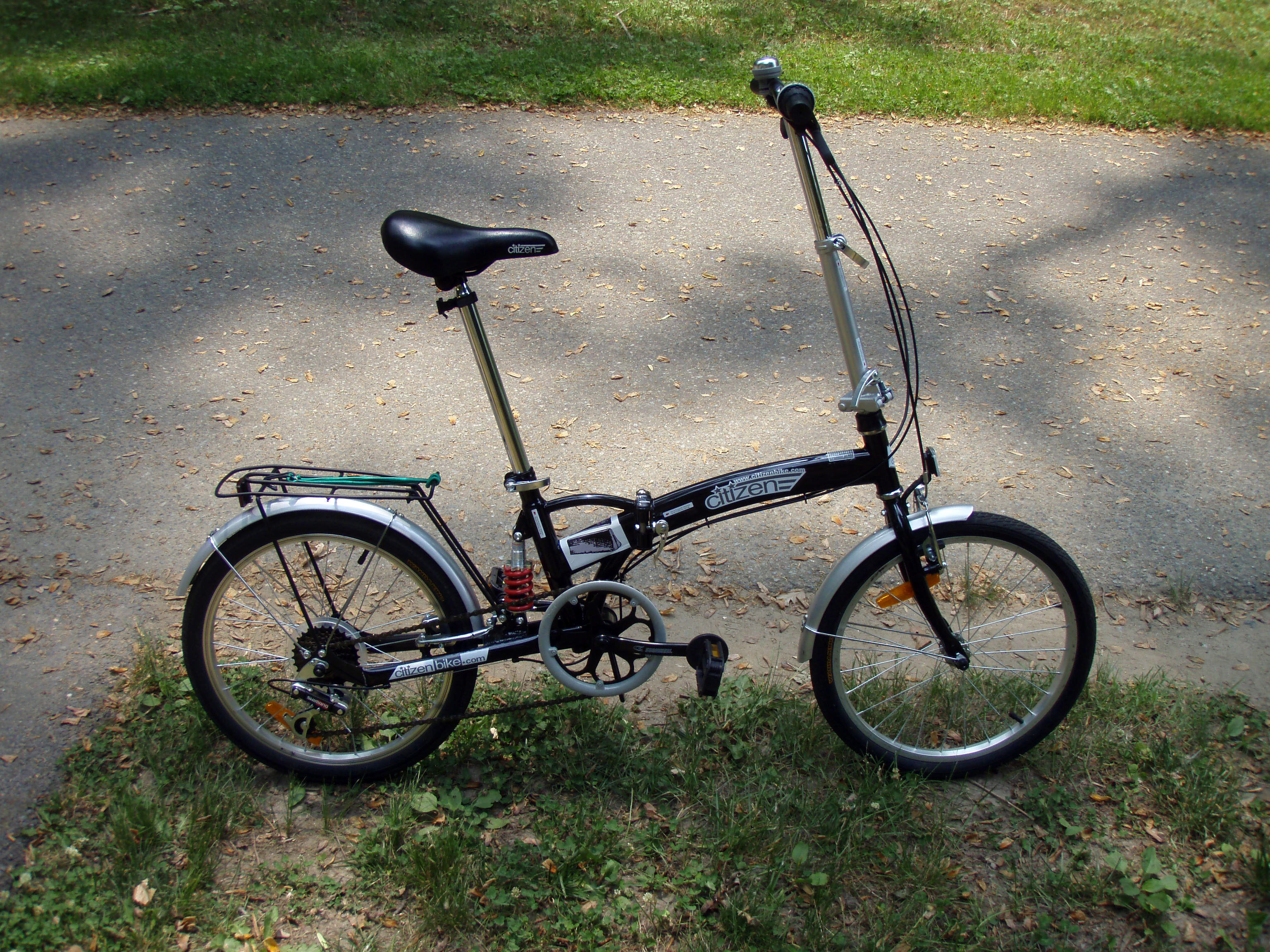
CitizenBike

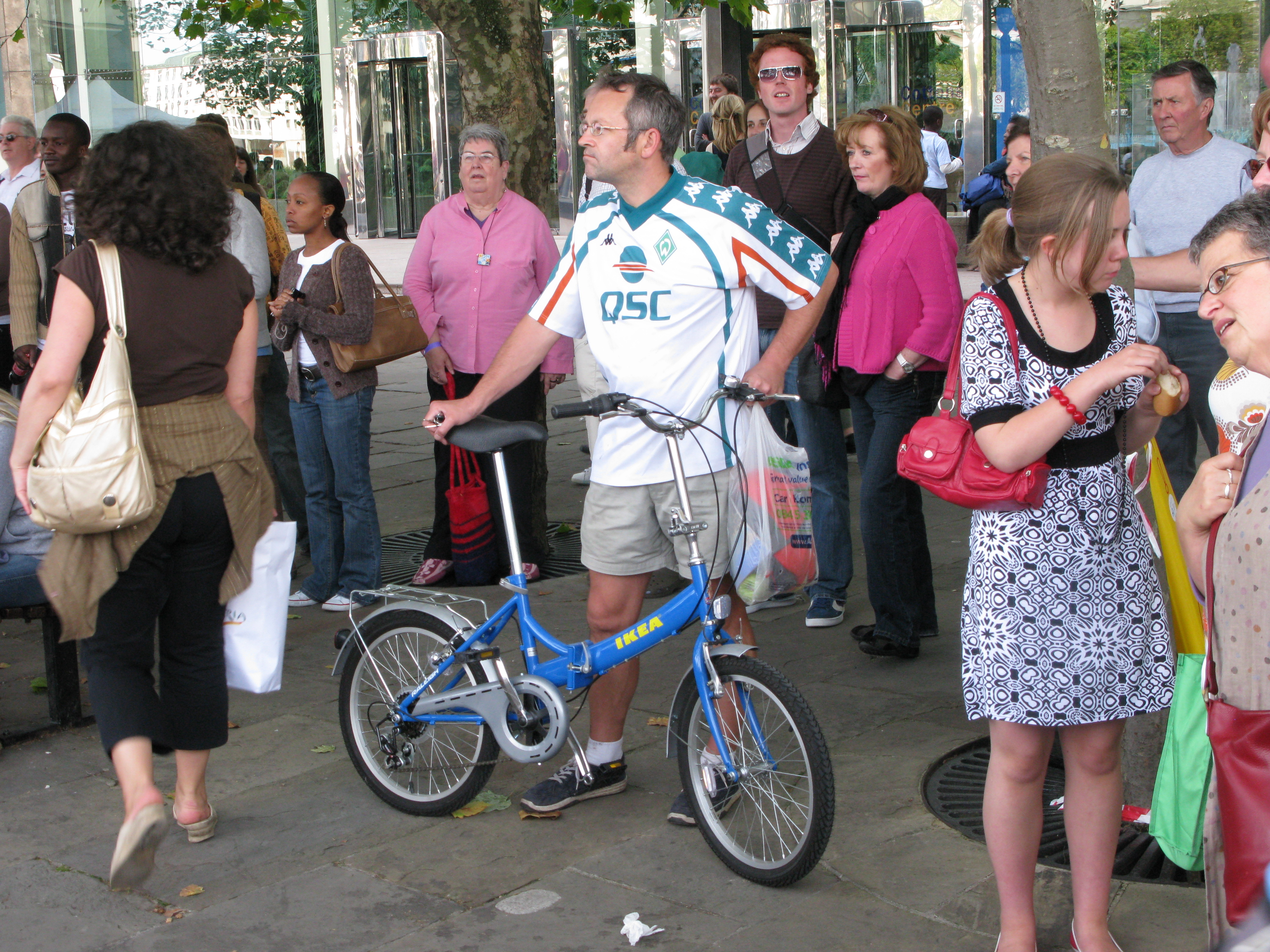
Ikea va donar a milers empleats un bo de Nadal per a bicicletes plegables

Les bicicletes plegables estan associades sovint amb el transport urbà. Els viatgers multimodals, que pleguen i despleguen la seua bicicleta diverses vegades al dia, i la carreguen al transport públic, generalment busquen una bicicleta que siga fàcil i ràpida a plegar. Els usuaris de zones costaneres, com guardacostes, opten per bicicletes que en pleguen de forma compacta, perquè s'ajuste a la grandària del seu vaixell. Altres la utilitzen de forma recreativa, pel que estan disposats sovint a sacrificar la facilitat i velocitat de plegament per aconseguir major velocitat i comoditat"

## Consells pràctics
- Plegar i desplegar la bicicleta abans de comprar-la.

No hi ha d'haver cap joc, ni massa duresa que obligue a forçar a l'hora d'obrir o tancar la frontissa de plegament. Les frontisses d'alumini tenen tendència a tindre joc més fàcilment que les frontisses d'acer.
- Verificar el canvi de marxes.

Normalment el fabricant adapta el nombre de dents del plat, dels pinyons i de les velocitats per trobar uns desenvolupaments comparables als d'una bicicleta clàssica. Cal verificar que s'adapte a una pedalada còmoda.
- Verificar els accessoris.

Cal verificar si els frens, l'enllumenat, són estàndards o no: el manteniment serà a priori més fàcil, i menys costós si disposem de peces estàndards. Només el fabricant britànic Bicicleta Brompton anuncia d'entrada: "Nothing we build is estàndard" però assegura el control del seu material des de fa més de 20 anys.
Segons la geometria del quadre (bici), cal verificar si la cadena té tendència a eixir-se'n en el moment del plegat/desplegat. caldrà limitar-ne el risc, però pot ser útil tenir a la bossa de les ferramentes un drap, els dies què no volem arriscar-nos a arribar a una cita amb les mans brutes de greix.

## Dalt del transport públic

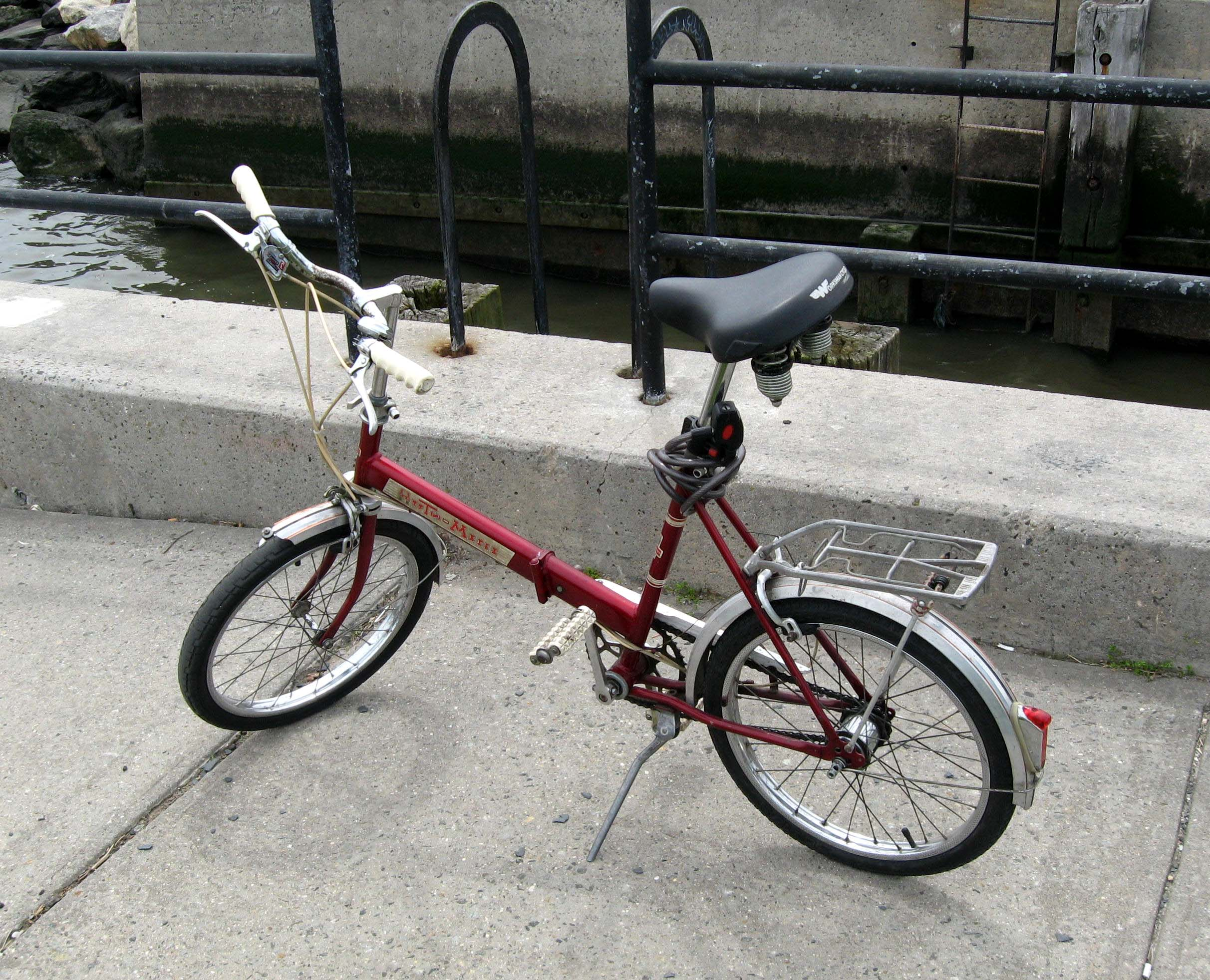
Una bicicleta plegable austríaca de la dècada de 1960

Gràcies a l'espai més petit que ocupen les bicicletes plegables, els trens i les línies d'autobús permeten portar-les a bord. Moltes empreses de transport públic prohibeixen o restringeixen les bicicletes no plegables, i en alguns casos és obligatori que les bicicletes plegables viatgen dintre de bosses per protegir la resta del passatge del greix, la brutícia de les rodes, o de rascades per part de la bicicleta. Algunes línies d'autobús i trens restringeixen el transport de bicicletes plegades les hores punta amb aglomeracions de passatgers.